# Maï Ndombe
Pour les articles homonymes, voir Mai-Ndombe.
La Maï Ndombe est une rivière du Congo-Kinshasa. Elle coule principalement du sud vers le nord et se jette dans la Lufimi, affluent du fleuve Congo.

## Géographie
La Maï Ndombe est formée par la confluence de la Bombo et de la Lumene dans la partie rurale de la ville-province de Kinshasa.